# Neoseiulella celtis
Neoseiulella celtis är en spindeldjursart som beskrevs av Denmark och Rather 1996. Neoseiulella celtis ingår i släktet Neoseiulella och familjen Phytoseiidae. Inga underarter finns listade i Catalogue of Life.